# St. Leodegar (Möhlin)

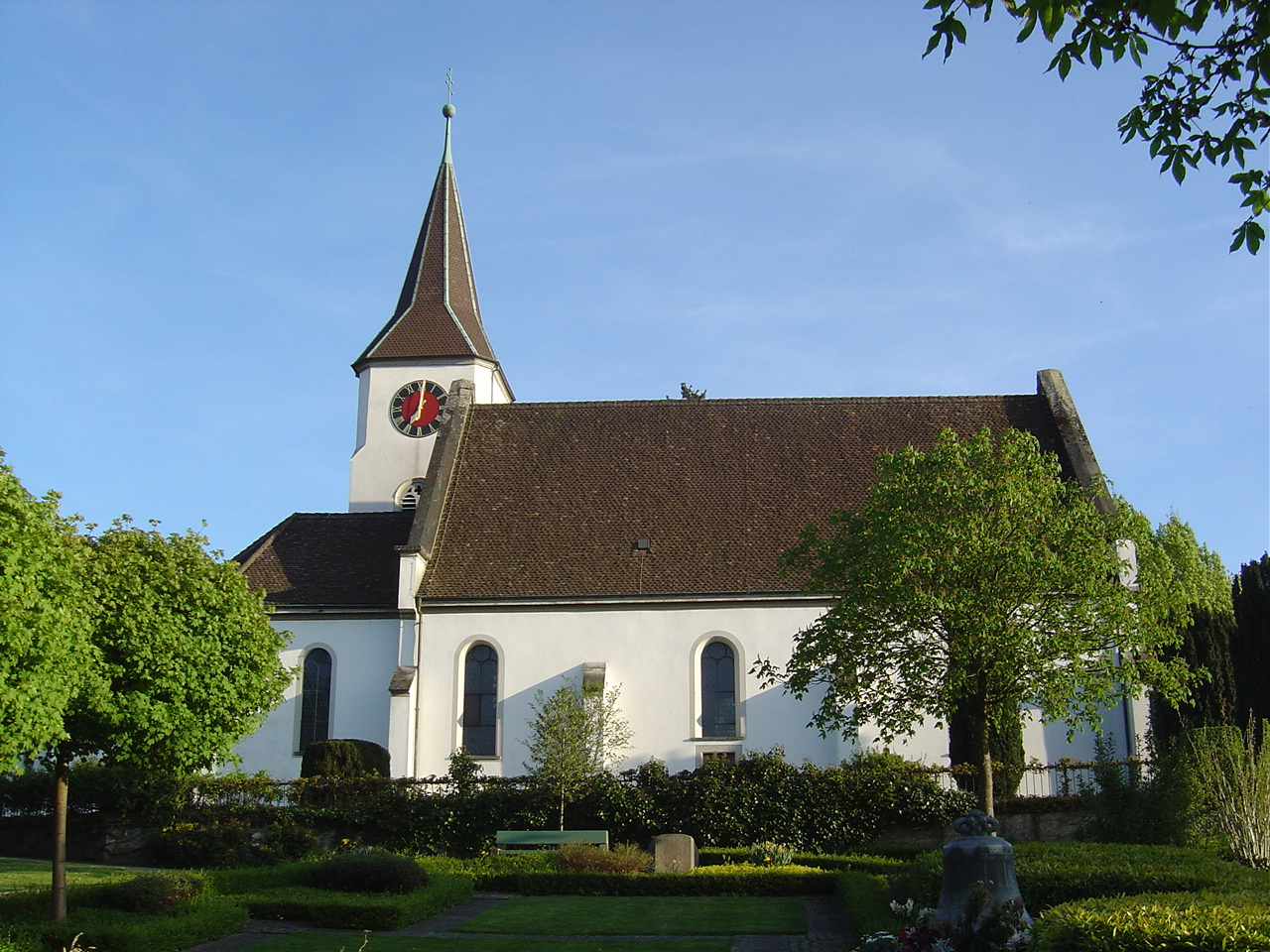
Seitenansicht der Kirche

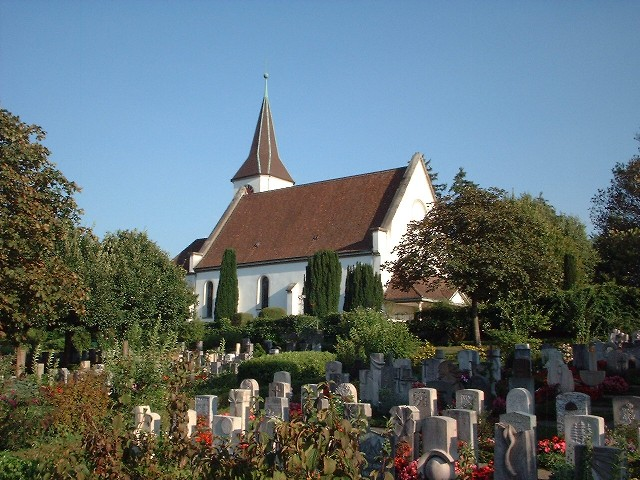
Kirche mit Friedhof

Die Kirche St. Leodegar ist ein nach Leodegar von Autun benanntes christkatholisches Kirchengebäude in Möhlin, Kanton Aargau, Schweiz.
Die Ursprünge des Christentums in Möhlin gehen auf die Zeit um 600 zurück; ein Kirchengebäude ist urkundlich erstmals 794 bezeugt, damals noch unter dem Patrozinium des heiligen Germanus, des ersten Abtes im Kloster Moutier-Grandval (640–675). Im Mittelalter unterstand die Kirche dem Kloster Beuggen, und so mussten die Zehnten an den dort domizilierten Deutschen Orden abgeliefert werden.
Der Glockenturm wurde 1398 erneuert, das Kirchengebäude letztmals 1607 erweitert. Im Zuge des Dreissigjährigen Krieges wurde es 1634 durch schwedische Truppen verwüstet und erhielt bei der anschliessenden Wiederherstellung eine barocke Ausstattung. Aus dieser Zeit stammen auch drei Glocken der Kirche; eine vierte kam 1967 hinzu.
Am 12. Dezember 1872 beschloss die Kirchgemeindeversammlung von Möhlin die Ablehnung der Dogmen des Ersten Vatikanischen Konzils und schloss sich 1875 dem neu gegründeten Christkatholischen Bistum der Schweiz an. Die romtreuen Katholiken Möhlins gründeten 1880 eine eigene Kirchgemeinde.
Als Vikar an der Kirche St. Leodegar wirkte der spätere christkatholische Bischof Hans Gerny.
1987 wurde eine zweimanualige Brüstungsorgel mit 23 Registern von der Firma Armin Hauser eingeweiht.

## Innenansichten

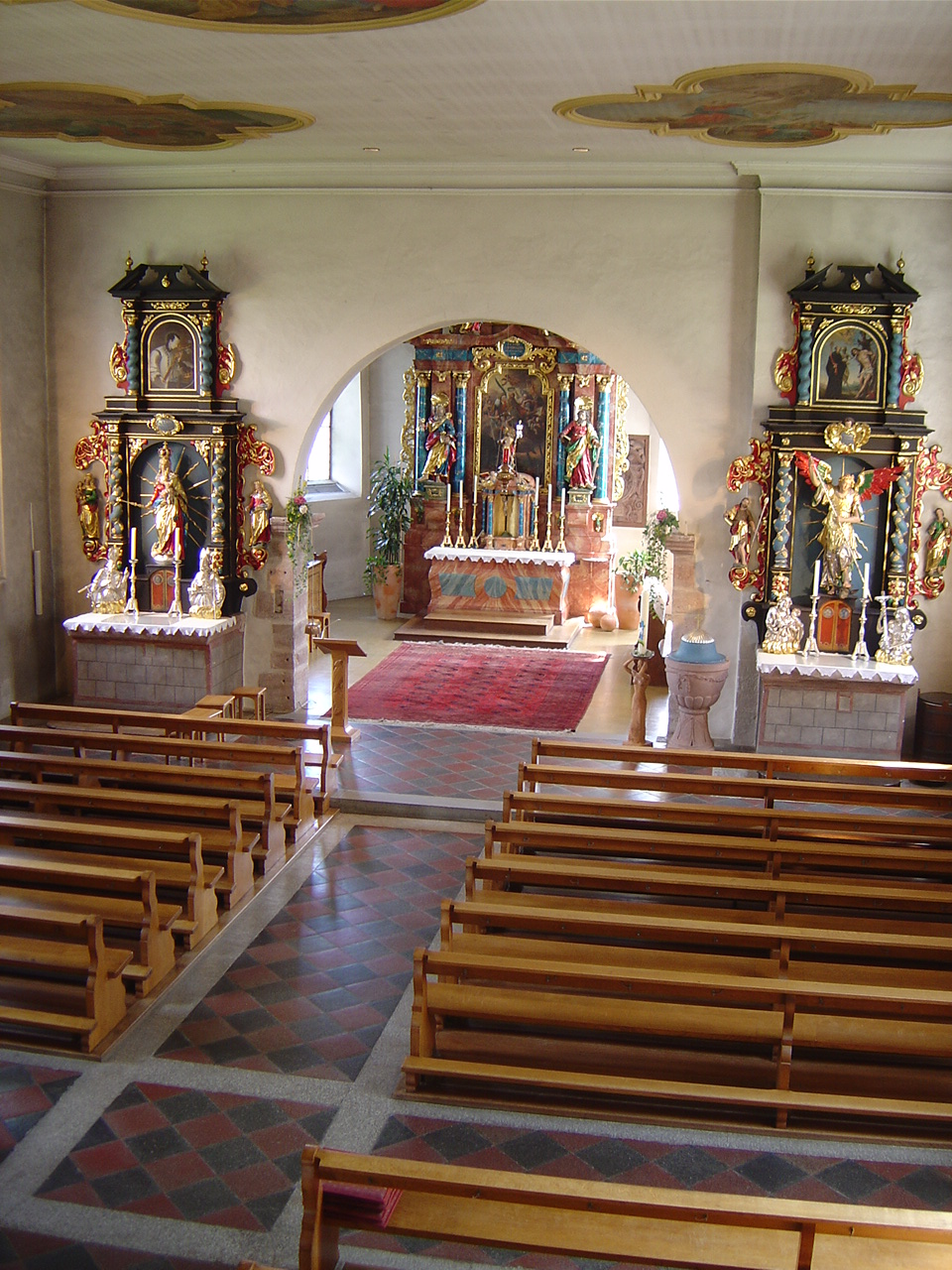
Innenansicht nach vorne, Altar
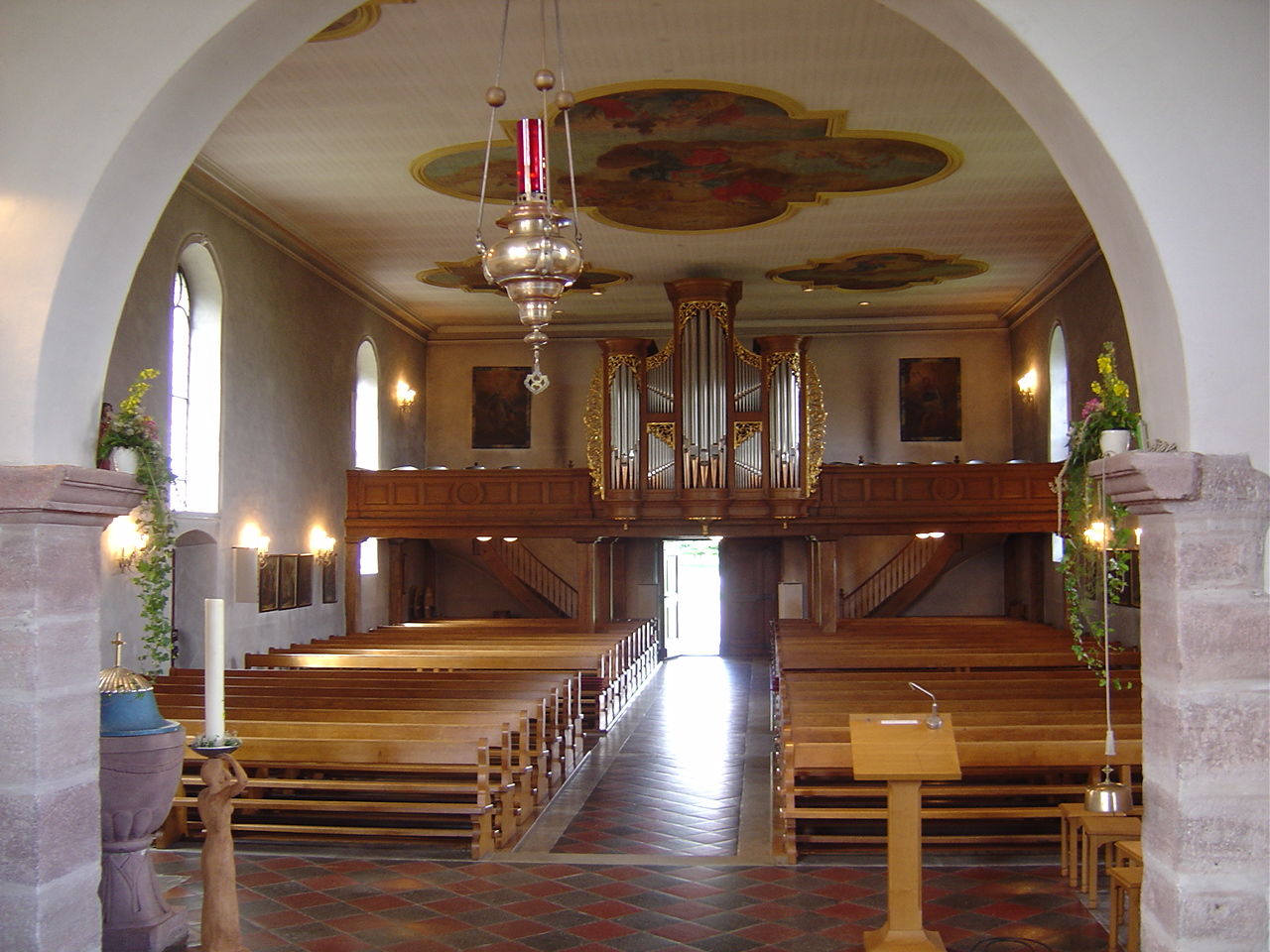
Innenansicht nach hinten, Orgel
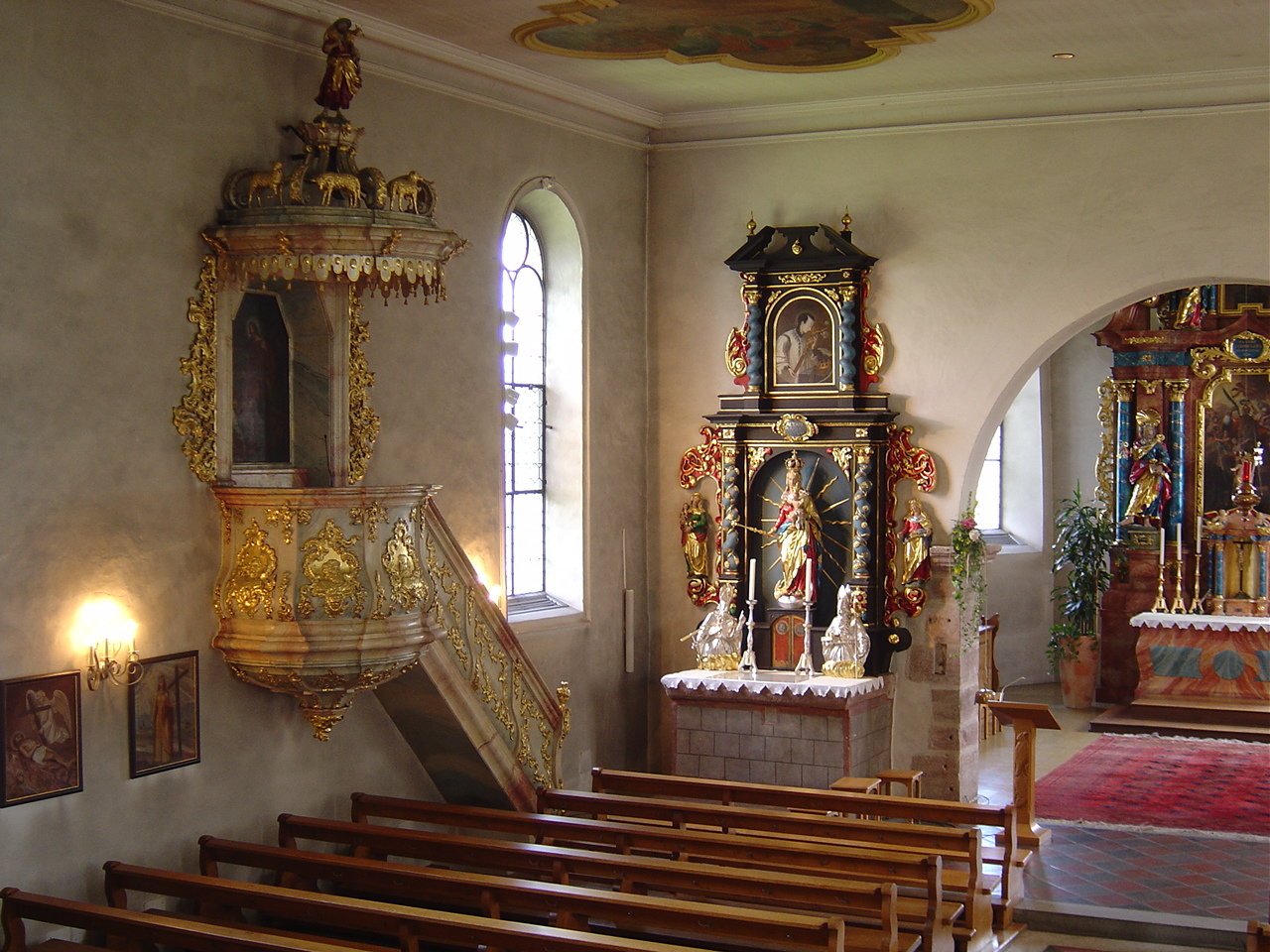
Kanzel